# Pier Domenico Della Valle
Pier Domenico Della Valle (ur. 4 maja 1970 w Faetano) – sanmaryński piłkarz występujący na pozycji pomocnika lub napastnika, reprezentant San Marino w latach 1991–2000.

## Kariera klubowa
Grę w piłkę nożną na poziomie seniorskim rozpoczął w 1990 roku w SC Faetano. W sezonie 1990/91 wywalczył z tym zespołem mistrzostwo San Marino. W dalszej części swojej kariery występował we włoskich klubach grających w amatorskich kategoriach rozgrywkowych (od VII do IX poziomu ligowego) oraz w sanmaryńskich SS Juvenes i ponownie SC Faetano. W 2005 roku zakończył karierę zawodniczą.

## Kariera reprezentacyjna
16 października 1991 Della Valle zadebiutował w reprezentacji San Marino w meczu przeciwko Bułgarii (0:4) w eliminacjach Mistrzostw Europy 1992. W grudniu 1994 roku zdobył jedyną bramkę dla drużyny narodowej w przegranym 1:4 spotkaniu z Finlandią w kwalifikacjach Mistrzostw Europy 1996. Ogółem w latach 1991–2000 rozegrał w reprezentacji 21 spotkań i strzelił 1 gola.

### Bramki w reprezentacji
| Lp. | Data            | Miejsce                      | Przeciwnik | Bramka | Rezultat | Ranga meczu                       |
| --- | --------------- | ---------------------------- | ---------- | ------ | -------- | --------------------------------- |
| 1.  | 14 grudnia 1994 | Stadion Olimpijski, Helsinki | Finlandia  | 1:2    | 1:4      | Eliminacje Mistrzostw Europy 1996 |

## Sukcesy
SC Faetano
- mistrzostwo San Marino: 1990/91